# Stadion Kieselhumes
Le Stadion Kieselhumes est un stade omnisports allemand, principalement utilisé pour le football, situé à Saint-Jean, quartier de la ville de Sarrebruck, dans la Sarre.
Le stade, doté de 12 000 places et inauguré en 1931, sert d'enceinte à domicile à l'équipe de football du SV Saar 05 Saarbrücken ainsi qu'à l'équipe de football féminin du 1. FC Sarrebruck.

## Histoire
Le stade ouvre ses portes en août 1931. Les tribunes sont construites en 1935, encore existantes à ce jour.
À partir des années 1940, le FC Sarrebruck s'installe au stade pour ses matchs à domicile.
L'équipe nationale de football de la Sarre a également utilisé ce stade.
En 1952, les tribunes sont agrandies pour passer à 35 000 places (la tourelle côté tribune date de cette époque).
Dans les années 1999 à 2004, les modernisations fondamentales les plus récentes sont réalisées avec un terrain en gazon naturel, une piste synthétique à huit couloirs et un système de lancer du poids ainsi que la rénovation et la rénovation du bâtiment de la tribune. Le nombre de places de spectateurs dans le stade est alors considérablement réduit durant ces travaux de rénovation.